# Key (entreprise)
Pour les articles homonymes, voir Key.
Key est un studio de développement japonais de visual novels, créé le 21 janvier 1998 en tant que marque de l'éditeur VisualArt's et situé dans l'arrondissement Kita-ku à Osaka. Key a sorti son premier visual novel, Kanon, en juin 1999, combinant un scénario élaboré, un style anime au goût du jour, et une ambiance musicale intense. Le second jeu de Key, Air, sorti en septembre 2000, possédait un scénario similaire à celui de Kanon mais en plus complexe, et un gameplay plus subtil. Kanon et Air étaient tous deux des jeux pour adultes (eroge) à l'origine, mais Key interrompit cette tendance en produisant en avril 2004 Clannad, un jeu tous publics. Key a sorti son septième et dernier jeu en date, Little Busters! Ecstasy en juillet 2008, après avoir travaillé plusieurs fois avec Interchannel et Prototype sur des portages de ses jeux précédents. Key a sorti son huitième jeu Kud Wafter en juin 2010, et travaille actuellement sur son neuvième jeu Rewrite prévu pour avril 2011 ; Key a également collaboré avec le magazine Dengeki G's Magazine de ASCII Media Works sur un projet nommé Angel Beats!, sorti sous la forme d'un anime diffusé d'avril à juin 2010 au Japon.
L'un des cofondateurs de la société, Jun Maeda, est un personnage-clé de Key, ayant contribué au planning, au scénario et à la musique de la plupart des visual novels produits par la société. Itaru Hinoue, autre cofondateur, est la principale artiste de Key et s'est occupée de la direction artistique des trois premiers jeux de la société. Na-Ga, un autre artiste important de Key, a longtemps travaillé aux arrière-plans des premiers jeux, mais pour Little Busters!, il est devenu codirecteur artistique avec Itaru Hinoue. Shinji Orito, compositeur principal et cofondateur de Key, a composé la musique de tous les jeux produits par Key. Yūto Tonokawa, scénariste, a commencé avec le scénario de Little Busters!.
Key participe activement à la convention Comiket depuis sa 57e édition en décembre 1999, où ils ont vendu des produits basés sur Kanon. La dernière apparition de Key au Comiket remonte à la 75e édition de décembre 2008. En 2001, Key a créé le label musical Key Sounds Label, pour publier des albums et singles de musique liée à ses jeux. En décembre 2007, Key a commencé la production d'une webradio, Key Net Radio.

## Historique
Les membres fondateurs de Key ont d'abord travaillé dans un autre studio de développement de visual novels appelé Tactics. Lors de la production du premier jeu de Tactics, Dōsei, quatre des premiers membres de Key travaillaient sur ce jeu : Itaru Hinoue comme directrice artistique, Shinji Orito comme compositeur, et Miracle Mikipon et Shinory sur les graphismes. Après Dōsei, le reste de l'équipe fondatrice de Key rejoignit Tactics pour produire deux autres jeux : Moon., et One: Kagayaku Kisetsu e. Après la sortie de One le 26 mai 1998, ces développeurs rejoignirent VisualArt's et y créèrent Key le 21 juillet 1998 ; le nom de Key pour le studio fut voté et décidé à la majorité. Key sortit le 4 juin 1999 son premier jeu, Kanon, un eroge, même si les scènes à caractère sexuel y étaient réduites au minimum. Le joueur était donc plus concentré sur les histoires des personnages, les graphismes et la musique. Un an plus tard, le 8 septembre 2000, Key a sorti son second jeu, Air, également un jeu pour adultes, au scénario similaire à celui de Kanon.
Le troisième titre de Key, Clannad, est également un visual novel similaire aux deux précédents, mais tous publics, sans aucun contenu à caractère sexuel. Clannad devait initialement sortir en 2002, mais sa sortie fut reportée et il sortit finalement le 28 avril 2004. Sept mois après Clannad, Key publia son jeu le plus court, Planetarian: Chiisana Hoshi no Yume, le 29 novembre 2004. Contrairement aux précédentes productions de Key, Planetarian est un visual novel linéaire où le joueur n'a pas à faire de choix, mais juste à regarder l'histoire ; ce type de jeu est parfois appelé roman kinétique. Le cinquième jeu produit par Key fut Tomoyo After: It's a Wonderful Life, un eroge qui est un spin-off de Clannad, sorti le 25 novembre 2005. Le scénario est la suite du scénario du personnage de Tomoyo Sakagami de Clannad. Key a sorti son sixième jeu, Little Busters!, le 27 juillet 2007, sans contenu réservé aux adultes, mais en a également publié une autre version, Little Busters! Ecstasy, contenant un scénario et des images destinés aux adultes,.
Key a annoncé son huitième jeu, Rewrite, le 1er avril 2008. Pour le dixième anniversaire de Key, Key et VisualArt's ont organisé un événement spécial les 28 février et 1er mars 2009, nommé « Fête des 10 ans de Key, Notre Chant Pour le Temps Passé Depuis Ce Jour » (～あの日から始まった僕らの時を刻む唄～, ~Ano Hi kara Hajimatta Bokura no Toki o Kizamu Uta~). Key travaille en collaboration avec Dengeki G's Magazine d'ASCII Media Works pour produire une franchise sur plusieurs supports média, Angel Beats!, qui sera d'abord produite sous la forme d'un anime. Le neuvième jeu de Key, dont la sortie est prévue pour l'été 2010 est un spin-off pour adultes de Little Busters! Ecstasy, nommé Kud Wafter, dont le scénario continuera l'histoire du personnage de Kudryavka Noumi présent dans Little Busters! et dans Ecstasy.

### Key Sounds Label
En 2001, Key a créé son propre label de disques, Key Sounds Label (KSL). Les albums et singles créés par Key depuis ont été édités sous ce label, ce qui n'inclut pas les deux albums et le single produits par Key avant la création officielle du label. Le premier album produit sous ce label était Humanity..., bien que son seul lien avec les productions de Key était qu'il contenait une version remixée du générique de début d'Air. Les albums de Key Sounds Label sont composés par les compositeurs de Key : Jun Maeda, Shinji Orito et Magome Togoshi. Trois des singles de KSL contiennent des chansons de Lia, et un album, Love Song, est chanté par Riya du groupe Eufonius. Des CD de drama audio ont également été produits sous ce label.
Pour les 10 ans de Key, un concert nommé KSL Live World 2008: Way to the Little Busters! EX a eu lieu le 10 mai 2008 à Tokyo, puis le 17 mai 2008 à Osaka. Chaque concert durait deux heures et demie, avec la participation de Lia, Rita, Chata et Tomoe Tamiyasu qui avaient participé à des albums et des singles de Key Sounds Label.

### Key Net Radio
Key a commencé à produire une webradio nommée Key Net Radio (Keyらじ, Key Raji), liée aux productions de la société, dont la première émission a été enregistrée le 13 décembre 2007. La webradio est animée par Shinji Orito et Itaru Hinoue de Key, et une femme nommée Chiro qui travaille pour Pekoe, un autre studio de VisualArt's. Les auditeurs peuvent poster leurs commentaires et leurs souhaits pour la webradio, et poser des questions au trio d'animateurs. Les émissions sont disponibles en téléchargement sur le site de Key, et les neuf premières émissions étaient également téléchargeables sur le blog officiel de la webradio,. On peut également retrouver la webradio sur la chaîne YouTube de VisualArt's, Visual Channel.
Dans les six premiers épisodes, l'émission était découpée en cinq parties, avec en ouverture les salutations des animateurs, puis les impressions des auditeurs sur l'émission. S'ensuivait une discussion informelle entre animateurs, puis la lecture par les animateurs des remarques précédemment postées par les auditeurs. Dans la quatrième partie, les animateurs répondaient aux questions des auditeurs, puis dans la dernière, Orito jouait de la flûte, les auditeurs pouvant faire des suggestions de chansons à jouer. Deux autres parties furent ajoutées à partir de la septième émission. La première d'entre elles contient des histoires effrayantes, soit racontées directement par les auditeurs, soit lues par les animateurs d'après les messages des auditeurs ; cette partie fut ajoutée sur suggestion d'Itaru Inoue qui aime ce type d'histoires. La seconde partie consiste à lire des suggestions d'auditeurs sur de nouveaux personnages de fiction, et Hinoue crée des personnages en combinant plusieurs suggestions. Pendant les émissions, des musiques de productions de Key Sounds Label passent en fond sonore.

### Participation au Comiket
Le Comic Market ou Comiket est une convention de manga organisée deux fois par an à Tokyo au Japon en août (Comic Market d'été) et décembre (Comic Market d'hiver). Key est un participant actif au Comiket depuis sa 57e édition en décembre 1999, où ils ont vendu des produits dérivés de Kanon (Kanon étant leur seule production à ce moment) comme des briquets Zippo. Key a vendu pour la première fois des produits dérivés d'Air au Comiket 59 en décembre 2000
, dont des cartes postales, des cartes téléphoniques, des calendriers et des albums,,. Tous les produits vendus par Key au Comiket sont liés aux visual novels produits par la société,,,.
Key participe généralement au Comiket d'hiver en compagnie d'autres marques de VisualArt's, mais la société a également participé à certains Comikets d'été, comme la 70e édition en août 2006, où ils ont vendu des produits dérivés de Planetarian: Chiisana Hoshi no Yume. Le prix des produits dérivés vendus par Key dans un Comiket oscille entre 3 000 et 5 000 yens,,,,. Leurs ventes incluent également des albums de Key Sounds Label, qui produit des albums depuis le Comiket 60 en août 2001, avec la sortie des deux premiers albums Humanity... et Natsukage / Nostalgia. S'il y a des invendus à la fin d'un Comiket, VisualArt's organise généralement une vente par correspondance sur Internet pour vendre les produits dérivés restants. Ainsi, après le Comiket 73 en décembre 2007, VisualArt's a lancé la vente par correspondance le 4 mars 2008, et seulement six jours plus tard, le 10 mars 2008, Key a annoncé que tous ses produits dérivés du Comiket avaient été vendus,. À la fin du deuxième jour du Comiket 75 en décembre 2008, tous les produits dérivés de Key pour la convention étaient déjà vendus.

## Membres

### Principaux
Les principaux membres de Key sont rattachés au studio, et donc à VisualArt's. La plupart d'entre eux sont à Key depuis sa formation, et font la majorité du travail. Jun Maeda a travaillé au planning des projets et a été l'un des principaux scénaristes ; il a également composé la musique de tous les jeux de Key à l'exception de Planetarian: Chiisana Hoshi no Yume,,. Maeda a affirmé dans le numéro de février 2007 de Comptiq qu'après la sortie de Little Busters!, il ne travaillerait plus sur les scénarios de Key. Cependant, dans le numéro de décembre 2007 de Dengeki G's Magazine, il affirme qu'il travaillera sur la musique du prochain jeu de Key. Itaru Hinoue est la principale artiste de Key et a été la directrice artistique des trois premiers jeux produits par le studio. Na-Ga, un autre artiste important de Key, a d'abord travaillé aux graphismes d'arrière-plan, jusqu'à Little Busters! où il est devenu codirecteur artistique avec Hinoue ; Na-Ga est ensuite devenu le seul directeur artistique de Kud Wafter. Le reste des graphismes était créé par le passé par quatre artistes : Shinory, Mochisuke, Minimo Tayama, et Torino,. Le principal compositeur de Key, Shinji Orito, fait partie de Key depuis Kanon,. Maeda ne travaillant plus comme scénariste, un autre scénariste, Yūto Tonokawa, a rejoint Key pour Little Busters!, et travaille également sur le scénario de Rewrite.

### Anciens et prestataires
De nombreux membres de Key ont quitté le studio par la suite, ou y ont travaillé ponctuellement comme prestataires. Naoki Hisaya a été l'un des principaux scénaristes de Kanon, mais a quitté le studio une fois le projet terminé. Naoki Hisaya a travaillé par la suite à la conception du manga Sola. Un autre des créateurs de Kanon était OdiakeS, un compositeur indépendant, qui a ensuite aidé Key pour deux albums musicaux, un produit pour Air et un pour Clannad, mais ne travaille plus avec Key depuis 2004. Un des membres de l'épquipe d'Air, Takashi Ishikawa, a participé à ce jeu en tant que scénariste, mais n'a pas contribué aux jeux suivants de Key. Kazuki Fujii a également participé à Air en tant qu'assistant scénariste. Air et Clannad ont reçu la contribution de Tōya Okano et Kai en tant que scénaristes ; Kai a également travaillé au planning et à la conception de Kud Wafter. Un autre scénariste, Yūichi Suzumoto, a travaillé chez Key de Air à Planetarian. Eeji Komatsu a travaillé comme directeur artistique pour Planetarian, et un autre artiste, Fumio, a été directeur artistique de Tomoyo After. Leo Kashida a travaillé avec Key comme écrivain indépendant sur Tomoyo After et Little Busters!,. Chika Shirokiri, un autre écrivain indépendant qui a travaillé avec Key sur Little Busters!,, écrit également le scénario de Kud Wafter. Deux compositeurs, Manack et PMMK, ont participé à la musique de Little Busters! et MintJam s'est occupé des arrangements. Un des premiers artistes numériques, Miracle Mikipon, a quitté Key après Clannad. Magome Togoshi a travaillé avec Key depuis Air comme compositeur, mais a quitté la société en octobre 2006. Deux scénaristes externes travaillent au scénario de Rewrite : Ryukishi07 de 07th Expansion et Romeo Tanaka.  Yūichi Shimizu dirigera la composition de la musique de Kud Wafter.

## Impact
Selon l'œuvre de Satoshi Todome, Une Histoire des jeux pour adultes, l'impact de Key sur les visual novels, ou plus généralement sur les eroge, date d'avant même sa formation, quand la plupart de ses fondateurs travaillaient pour le studio Tactics de l'éditeur Nexton. Influencés par le jeu To Heart produit par le studio Leaf en 1997, les développeurs de Tactics créèrent une formule simple de jeu : une première moitié comique, un milieu romantique et chaleureux, suivi par une séparation tragique puis une réunion riche en émotions, forment ce que l'on appelle un « jeu pour pleurer ». Le but de ce type de jeu est de faire en sorte que le joueur éprouve de l'empathie pour les personnages et pleure dans les scènes tristes, ce qui le marque davantage même après avoir terminé le jeu. Le second jeu de Tactics, One: Kagayaku Kisetsu e, a été créé selon cette formule.
Après avoir terminé le développement de One, l'équipe de développement de Tactics forma Key et développa Kanon, basé sur la même formule. Kanon « était extrêmement tendance et tenait les joueurs en haleine jusqu'à sa sortie. C'était le seul jeu produit par Key à ce moment, et pourtant il avait déjà créé de puissantes ondes de choc dans l'industrie. Et un autre jeu (Air), deux ans plus tard, créa encore plus d'ondes de choc. Air a été tout aussi à la mode et bien accueilli. » Le succès de One et de Kanon sur la formule du « jeu pour pleurer » poussa d'autres studios de visual novels à adopter cette formule sous l'influence de ces jeux, par exemple Kana: Little Sister de Digital Object, la série des Memories Off de KID, D.C.: Da Capo de Circus, Snow du Studio Mebius (une autre marque de VisualArt's), et Wind: A Breath of Heart de Minori.
Ryukishi07 de 07th Expansion écrivit en 2004 comment il avait été influencé par le travail de Key pendant le planning de Higurashi no Naku Koro ni. Ryukishi07 a joué à des jeux de Key, entre autres, pour avoir une référence et les analyser pour trouver la raison pour laquelle ils sont si populaires. Selon lui, le secret est que leurs histoires commencent par des jours ordinaires, agréables, mais un événement brutal survient et fait pleurer le joueur en le surprenant. Ryukishi07 utilisa un modèle similaire pour le scénario de Higurashi, mais au lieu de faire pleurer le joueur, il préféra l'effrayer en ajoutant des éléments horrifiques. De cette manière, il voulait être associé à Key qu'il décrit comme « un créateur de chefs-d'œuvre ».
Key est l'une des dix-sept marques de VisualArt's dont des jeux apparaissent dans le jeu de cartes à collectionner Lycèe Trading Card Game publié par la société Broccoli. Des personnages des cinq premiers jeux de Key apparaissent dans les trois premiers des quatre decks de VisualArt's,,,, et des personnages de Little Busters! apparaissent dans le cinquième deck de VisualArt's. Sept des cinquante-cinq cartes promotionnelles rares du jeu comportent des personnages de jeux de Key. D'autres gros studios de visual novels participent au jeu, comme  AliceSoft, August, Leaf, Navel, et Type-Moon.

### Leaf, Key BBS
Un bulletin board system (BBS) basé sur l'interface du forum japonais 2channel (2ch) a été créé par Key le 26 janvier 2000 sous le nom de « Leaf, Key BBS » (leaf,key掲示板, leaf,key Keijiban), ou également surnommé « Leaf-Key Board » (葉鍵板, Ha-Kagi Ita),. Le système se base sur le forum de jeu vidéo de 2channel, après une dispute sur le jeu Kizuato en décembre 1999 ; Kizuato était l'un des premiers jeux du studio de visual novels Leaf. Les fans du jeu se déplacèrent vers le forum eroge de 2channel, mais cela ne résolut pas vraiment le problème. Au même moment, les fans de Key étaient tenus à l'écart des discussions sur Kanon et sur le nouveau jeu de Key, Air. Finalement, les fans de Leaf et de Key quittèrent 2channel pour se retrouver sur le forum PINKchannel. Le BBS abrite des discussions sur tous les sujets liés à Leaf ou à Key. Cela inclut les jeux, mais aussi les sociétés elles-mêmes ainsi que leur personnel. Le BBS recevait environ 1500 messages par jour en novembre 2007. Comme 2channel, le BBS possède un compte anonyme identifié par le nom "Nanashi-san Dayomon" (名無しさんだよもん, lit. « M. Sans-Nom-Dayomon »), une référence à Mizuka Nagamori, une héroïne de One: Kagayaku Kisetsu e qui utilise souvent les mots dayo et mon.